# Chapiteau (cirque)
Pour les articles homonymes, voir Chapiteau et Barnum.

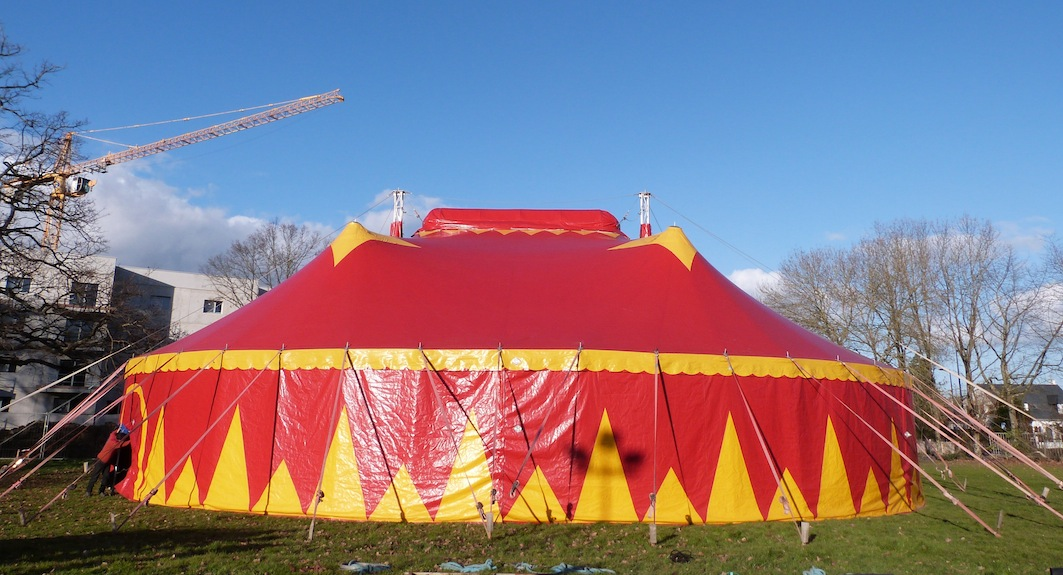
Chapiteau type cirque, 2 mats, 4 corniches droites,.

Un chapiteau (aussi appelé barnum) est une grande tente destinée à accueillir les spectacles. Il est principalement utilisé pour l'organisation de spectacle de cirque.

## Définition
Le chapiteau est un outil de travail essentiel des artistes itinérants. Il se compose en général de mâts, de poteaux de tour, d'une grande toile spécialement confectionnée, et il peut avoir des mâts intermédiaires appelés corniches.
Le tout est maintenu par des pinces (grands pieux en acier) plantées tout autour, auxquelles sont amarrées les sangles ou cordes attachées à la bâche du chapiteau. Ces pinces sont fichées dans le sol par les baltringues, manutentionnaires du cirque, soit à l'aide d'une masse, soit grâce à un marteau-piqueur équipé d'une cloche.